# ジョゼフ・カオ
ジョゼフ・カオ（英語: Joseph Cao、ベトナム語: Cao Quang Ánh / 高光映、1967年3月13日 - ）は、アメリカ合衆国の政治家、弁護士。2009年から2011年までアメリカ合衆国下院議員を務めた。

## 経歴
父親のマイ・クアン・カオ（1931年生）は南ベトナム陸軍の中尉であり、1975年のベトナム戦争終戦時には北ベトナム陸軍によって捕らえられていた。母親のカン・シ・トラン（1935年生）はすぐに南ベトナムから逃れず、カオの5人の兄弟と共にとどまり、夫が投獄された再教育キャンプに7年の間5回だけ訪れることができた。1975年、8歳のカオは2人の兄弟と叔父と共にアメリカ合衆国に難民として避難した。父親は再教育キャンプから釈放され、テキサス州ヒューストンで家族と再会したが心的外傷後ストレス障害と糖尿病に苦しんだ。

## 家族
夫人との間にソフィア、ベッツィの二人の子供がいる。

## 参照
1. ↑  "The Candidate" by Michelle Krupa, Times-Picayune, December 8, 2008, p. A2. See also Jersey Village, Texas.
2. 1 2  Michelle Krupa and Frank Donze. "Anh 'Joseph' Cao beats Rep. William Jefferson in 2nd Congressional District" (The Times-Picayune, December 6, 2008, Saturday, 11:40 pm CST, for paper publication the following day).
3. ↑  “Q & A: Rep. Larry Kissell and Rep. Anh "Joseph" Cao”.   C-SPAN (2009年1月11日). 2001年1月16日閲覧。
4. ↑  reported by CNN